# Mainfähre Marktsteft
Die ehemalige Mainfähre Marktsteft war eine Motorfähre auf dem Main. Sie verkehrte zwischen Marktsteft und der Gemarkung von Sulzfeld am Main im heutigen Landkreis Kitzingen. Die Fähre wurde im Jahr 1955 nach Sulzfeld am Main verlegt.

## Geschichte
Bereits im Frühen Mittelalter entstand an einer alten Furt die Fähre zwischen Marktsteft und Sulzfeld am Main. In der Anfangszeit teilten sich die Herren von Hohenlohe und die Dompropstei des Würzburger Hochstifts das Fährrecht. Um Streitigkeiten der beiden Herren zu vermeiden, wurden die Rechte durch sogenannte Weistümer abgegrenzt. So wurde geregelt, dass die Herren von Hohenlohe bei gleichzeitigem Eintreffen beider Herren zuerst übersetzen durften.
Die Fähre hatte, anders als die später etablierte Fähre im nahen Sulzfeld, immer das Recht sowohl Fußgänger, Karren und Wägen überzusetzen. Im Jahr 1608 gelangte das Fahr zum Oberamt Creglingen der Markgrafschaft Ansbach. Allerdings erwarb kurze Zeit später ein markgräflicher Untertan die Fähre, die auch in dessen Eigentum überging. Die Marktstefter Fähre hatte im 18. Jahrhundert ein großes Einzugsgebiet. So setzten auch viele Michelfelder und Mainbernheimer mit der Marktstefter Fähre über.
Im Jahr 1826 verkaufte der Fährmann Ludwig Roth das Fährrecht an die Familie Vogel. Im Jahr 1840 erließ die Gemeinde eine neue Fährordnung, die von den Fährleuten Konrad und Balthasar Vogel angenommen wurde. Zu diesem Zeitpunkt waren mehrere Fährschiffe in Gebrauch. Die Fährleute Christoph und Adam Vogel planten dann 1890 eine Kettenfähre zu errichten, um dem wachsenden Verkehr gerecht werden zu können. Die Einführung der Kettenschifffahrt auf dem Main machte die Pläne allerdings zunichte.
Dennoch schafften die Fährmänner im Jahr 1897 ein neues Fährschiff an. Dieses galt jedoch bald als zu schwer. Noch vor dem Ersten Weltkrieg war die Errichtung einer Hochseilfähre geplant. Der Bau der Anlage wurde wegen des Krieges verschoben. 1921 wurde der Bau neuerlich vertagt, ehe der bayerische Staat die Anlage durch Zuschüsse subventionierte. Allerdings entstand im direkten Umland in der ersten Hälfte des 20. Jahrhunderts die Distriktstraße Segnitz-Kitzingen.
Der Fährmann Christoph Vogel hielt seine Anteile an der Fähre bis ins Jahr 1931 und übergab sie dann an Martin Sandreuter und Friedrich Seitz. Die Fähre stand im Winter 1939/1940 wegen des starken Eisgangs still. Nach dem Zweiten Weltkrieg kamen neuerlich Pläne auf, die eine Hochseilfähre vorantreiben sollten. Die Währungsreform ließ diese Pläne wiederum versanden. Die Fähre wurde für die Gemeinde zu einem Zuschussgeschäft und im Jahr 1955 vergab das Fährrecht an das nahe Sulzfeld am Main.

## Technik
Zunächst wurde die Fährstelle mit einem sogenannten Schelch bedient. Im 19. Jahrhundert setzte sich dann die Parallelnutzung mit einem Schelch und einer Fährbrücke durch. Die Fahrzeiten richteten sich damals nach den Sonnenstunden des Tages. So setzte die Fähre im Sommer zwischen 4 und 21 Uhr über, während im Winter lediglich zwischen 7 und 18 Uhr gefahren wurde. Im Jahr 1897 schaffte man eine Motorfähre an.